# Utricularia dunstaniae
Utricularia dunstaniae este o specie de plante carnivore din genul Utricularia, familia Lentibulariaceae, ordinul Lamiales, descrisă de Curtis Gates Lloyd. Conform Catalogue of Life specia Utricularia dunstaniae nu are subspecii cunoscute.